# Ключевка (Федоровський район)
Клю́чевка (рос. Ключевка, башк. Ключевка) — присілок у складі Федоровського району Башкортостану, Росія. Адміністративний центр Разінської сільської ради.
Населення — 273 особи (2010; 303 в 2002).
Національний склад:
- росіяни — 61%